# Топоркова, Анна Григорьевна
Анна Григорьевна Топоркова (по мужу Горева; 1854, Москва — после 1929, там же) — русская революционерка, народница.

## Биография
Родилась в 1854 году в Москве в семье московского цехового старосты серебряного цеха.
В 1869 году поступила в Московскую 1-ю женскую гимназию, которую окончила в 1872 году с золотой медалью.
В гимназии сблизилась с сёстрами Марией и Евгенией Субботиными и вместе с ними, на их средства, уехала в 1872 году для получения высшего специального образования за границу.
Жила в Цюрихе и училась на медицинском факультете Цюрихского университета.
В Цюрихе сблизилась с русскими студентками и политэмигрантами, вошла в кружок «Фричей». Была сторонницей П. Лаврова.
После вызова русским правительством выехала из Цюриха.
В октябре 1873 года переехала в Берн, где продолжила обучение на медицинском факультете Бернского университете.
Осенью 1874 года прекратила занятия в университете и вернулась в Россию. Принимала участие в революционных кружках.
В октябре 1874 года направила ходатайство о поступлении на акушерские курсы при Медико-хирургической академии. В ходатайстве было отказано. Устроилась работать в Калинкинской больнице в Санкт-Петербурге.
В феврале 1875 года переехала в Москву, где на съезде единомышленников участвовала в выработке устава «Всероссийской социально-революционной организации».
В конце мая 1875 года переехала в Иваново-Вознесенск. Поступила работницей на фабрику в целях противоправительственной пропаганды среди рабочих, распространяла запрещённые книги.
Была хозяйкой общей квартиры, на которой 9 августа 1875 года была арестована вместе с другими членами революционной организации.
Привлечена к дознанию по делу о противоправительственной пропаганде (Процесс пятидесяти).
Содержалась в Москве при Городской полицейской части, где предприняла попытку самоубийства.
Переведена в Петербург, в Дом предварительного заключения.
Предана 30 ноября 1876 года суду Особого Присутствия Правительствующего Сената по обвинению в организации противозаконного сообщества, участии в нём и в распространении запрещённых сочинений (Процесс пятидесяти).
Судилась с 21 февраля 1877 года и 14 марта 1877 года судом Особого Присутствия Правительствующего Сената, признана виновной в принадлежности к противозаконному сообществу со знанием о его целях и приговорена к лишению всех прав, и к заключению в рабочем доме на четыре года.
С 27 мая 1877 года для отбытия наказания переведена в Литовский тюремный замок.
По Высочайшему повелению 29 октября 1878 года ходатайство её сестры о помиловании было удовлетворено, и она освобождена от дальнейшего отбывания наказания с переводом под строгий надзор полиции на три года в избранном месте жительства с воспрещением отлучек.
С 9 ноября 1878 года жила под надзором в Петербурге.
В марте 1880 года содержалась в Московском тюремном замке и готовилась к высылке в Восточную Сибирь.
По распоряжению председателя Верховной распорядительной комиссии выслана в апреле 1880 года из Петербурга в Шую (Владимирская губерния) с воспрещением проживать в столицах, столичных губерниях и в ряде крупных городов.
В июле 1882 года гласный надзор полиции за истечением срока прекращён.
Жила в Иваново-Вознесенске.
В июле 1883 года ходатайствовала о праве повсеместного жительства, что ей и было разрешено, за исключением Петербурга.
В 1890-х годах жила вместе с мужем, инженер-технологом Александром Осиповичем Горевым, в с. Никольском (Покровский уезд, Владимирская губерния) и в Орехово-Зуеве. После смерти мужа переехала в Москву.
В 1929 году жила в Москве (?).

## Муж
- Александр Осипович Горев, инженер-технолог, депутат Государственной думы II созыва от Владимирской губернии